# Municipio de West Branch (Pensilvania)
El municipio de West Branch (en inglés: West Branch Township) es un municipio ubicado en el condado de Potter en el estado estadounidense de Pensilvania. En el año 2000 tenía una población de 392 habitantes y una densidad poblacional de 2 personas por km².

## Geografía
El municipio de West Branch se encuentra ubicado en las coordenadas 41°42′00″N 77°36′59″O / 41.70000, -77.61639.

## Demografía
Según la Oficina del Censo en 2000 los ingresos medios por hogar en la localidad eran de $39,688 y los ingresos medios por familia eran $43,750. Los hombres tenían unos ingresos medios de $34,750 frente a los $20,536 para las mujeres. La renta per cápita para la localidad era de $17,214. Alrededor del 12,4% de la población estaban por debajo del umbral de pobreza.